# Senta Eulària d'Aimet
Senta Eulària d'Aimet (en francès Sainte-Eulalie-d'Eymet) és un municipi francès situat al departament de la Dordonya i a la regió de la Nova Aquitània.

## Demografia
| 1962                                       | 1968 | 1975 | 1982 | 1990 | 1999 | 2007 |
| ------------------------------------------ | ---- | ---- | ---- | ---- | ---- | ---- |
| 135                                        | 105  | 98   | 93   | 79   | 77   | 70   |
| Des de 1962: població sense dobles comptes |      |      |      |      |      |      |

## Administració
| Període   | Identitat                | Partit |
| --------- | ------------------------ | ------ |
| 2001-2008 | Jean-François Villemagne |        |
| 2008-     | Martial Lajoux           |        |